# Furuby
Furuby är en tätort i Växjö kommun i Kronobergs län och kyrkby i Furuby socken.

## Befolkningsutveckling
| Befolkningsutvecklingen i Furuby 1960–2020                        | Befolkningsutvecklingen i Furuby 1960–2020 | Befolkningsutvecklingen i Furuby 1960–2020 | Befolkningsutvecklingen i Furuby 1960–2020 | Befolkningsutvecklingen i Furuby 1960–2020 |
| ----------------------------------------------------------------- | ------------------------------------------ | ------------------------------------------ | ------------------------------------------ | ------------------------------------------ |
|                                                                   |                                            |                                            |                                            |                                            |
| År                                                                |                                            |                                            | Folkmängd                                  | Areal (ha)                                 |
| 1960                                                              | 1960                                       |                                            | 165                                        | ¤                                          |
| 1970                                                              | 1970                                       |                                            | 222                                        |                                            |
| 1975                                                              | 1975                                       |                                            | 320                                        |                                            |
| 1980                                                              | 1980                                       |                                            | 291                                        |                                            |
| 1990                                                              | 1990                                       |                                            | 396                                        | 61                                         |
| 1995                                                              | 1995                                       |                                            | 393                                        | 61                                         |
| 2000                                                              | 2000                                       |                                            | 384                                        | 61                                         |
| 2005                                                              | 2005                                       |                                            | 384                                        | 61                                         |
| 2010                                                              | 2010                                       |                                            | 372                                        | 60                                         |
| 2015                                                              | 2015                                       |                                            | 368                                        | 61                                         |
| 2020                                                              | 2020                                       |                                            | 383                                        | 61                                         |
| Anm.: Ny tätort 1970 ¤ Som tätortsbebyggelse med 150-199 invånare |                                            |                                            |                                            |                                            |

## Samhället
I Furuby finns Furuby kyrka, skola och förskola. Idrottsplatsen Furuvallen ligger mitt i kyrkbyn.

## Idrott
Idrottsföreningen Furuby IF är den största lokala föreningen med cirka 250 medlemmar.[källa behövs] Furuby IF:s blåvitrandiga fotbollslag spelar i division 5. 

## Kända personer från Furuby
- Carolina Klüft (född 1983), friidrottare
- Kaspar Schröder (1652–1710), skulptör och hovbildhuggare